# Raízes (telessérie)
Raízes (no original em inglês Roots) é uma premiada série de televisão americana de 1977 baseada no livro Roots: The Saga of an American Family, de Alex Haley.
A série recebeu 36 indicações para o Prêmio Emmy, dos quais conquistou nove, além de vencer um Globo de Ouro e um Prêmio Peabody. Atingiu índices de audiência únicos quando foi exibida originalmente nos Estados Unidos, e o seu episódio final até hoje é a terceira maior audiência já registrada naquele país em todos os tempos. A série cativou o público por cruzar com sucesso fronteiras raciais e atingir o interesse de famílias de todos os grupos étnicos do país.
Raízes teve LeVar Burton no papel principal, o escravo Kunta Kinte, e Louis Gossett, Jr. como Fiddler. Uma continuação, Roots: The Next Generations, foi transmitida em 1979; uma segunda continuação, Roots: The Gift, produzida como um especial de Natal, contou novamente com a participação de Burton and Gossett, Jr.
A série e o romance do qual ela foi adaptada renovaram o interesse na história oral e genealógica entre todos os segmentos da população americana, mas principalmente entre os negros. Também despertou um interesse em nomes de origem africana entre aquele setor da população; Kizzy (interpretada por Leslie Uggams), por exemplo, tornou-se um nome comum para recém-nascidas afro-americanas naquela época. Outros efeitos culturais também foram duradouros; uma geração depois de sua exibição, o comediante americano Dave Chappele satirizou a série num esquete popular de seu programa, Chappelle's Show.
Raízes foi dirigida por Marvin J. Chomsky, John Erman, David Greene e Gilbert Moses, e produzida por Stan Margulies; David L. Wolper foi produtor-executivo. A trilha sonora, também de grande sucesso, foi composta por Gerald Fried e Quincy Jones.
O próprio Alex Haley narra os últimos minutos da série, na qual fotos de Haley aparecem ao lado das de seus ancestrais, abrangendo nove gerações - de Haley até a avô de Kunta Kinte, na África.
Em 2016, um remake da minissérie original, com o mesmo nome, foi encomendado pelo canal History.

## Transmissão no Brasil e em Portugal

### Brasil
No Brasil a série foi exibida pela Rede Globo no final da década de 1970, e reprisada pelo SBT na década seguinte, atingindo também elevados índices de audiência em ambas as ocasiões.

### Portugal
Em Portugal a série foi exibida na RTP1, entre 20 de outubro de 1978 e 5 de janeiro de 1979, às sextas-feiras, antes do "24 Horas". Regressa às quintas-feiras no horário das 20h30/21h a partir do dia 04-03-1982 e termina no dia 24-06-1982. Regressa em 2002 no canal SIC Sempre Gold.